# Jiří Němec
Jiří Němec (15 de mayo de 1966) es un exfutbolista checo, se desempeñaba como volante y jugó para las selecciones de Checoslovaquia y la República Checa. Su época de esplendor llegó jugando para el Schalke 04.

## Clubes
| Club               | País            | Año         |
| ------------------ | --------------- | ----------- |
| České Budějovice   | Checoslovaquia  | 1985 - 1987 |
| Dukla Praga        | Checoslovaquia  | 1987 - 1990 |
| Sparta Praga       | República Checa | 1990 - 1993 |
| Schalke 04         | Alemania        | 1993 - 2002 |
| FK Chmel Blšany    | República Checa | 2002 - 2003 |
| Sparta Praga       | República Checa | 2003        |
| FK Viktoria Žižkov | República Checa | 2004        |

## Palmarés
AC Sparta Praga
- Primera División de Checoslovaquia: 1990-91, 1991-92
- Copa de Checoslovaquia: 1990, 1992

FC Schalke 04
- Copa de Alemania: 2001, 2002
- Copa de la UEFA: 1997

FK Chmel Blšany
- Gambrinus Liga: 2002-03

- Datos: Q1247743